# Rãzinha-pulga-da-Michelin
A rãzinha-pulga-da-Michelin (nome científico: Adelophryne michelin) é uma espécie de anfíbio da família Eleutherodactylidae.
Sua ocorrência é restrita às Florestas Costeiras da Bahia, exclusivamente no município de Igrapiúna.
A espécie encontra-se em estado pouco preocupante de conservação. Apesar de sua distribuição restrita, a rãzinha-pulga-da-Michelin é abundante localmente e está protegida por uma reserva privada.